# 1914 en architecture
| Années de l'architecture : 1911 - 1912 - 1913 - 1914 - 1915 - 1916 - 1917    |
| Décennies de l'architecture : 1880 - 1890 - 1900 - 1910 - 1920 - 1930 - 1940 |

Cet article présente les faits marquants de l'année 1914 en architecture.

## Réalisations
- 15 août : ouverture du canal de Panama.
- 18 décembre : mise en service de la gare de Tokyo, construite dans le style Louis XIII alors à la mode.
- Ouverture au public de la gare centrale d'Helsinki construite par Eliel Saarinen (mais elle ne sera inaugurée qu'en 1919).
- Paul Abadie achève la basilique du Sacré-Cœur à Paris (consacrée seulement en 1919).
- Fin des travaux dans le  parc Güell à Barcelone dessiné par Antoni Gaudí.
- Le château de Casa Loma à Toronto est achevé.
- Achèvement de la construction de la Grande Synagogue de Constanța en Roumanie.

## Événements
- Exposition du Deutscher Werkbund à Cologne.
- 1er janvier : inauguration du Volksbad (bains municipaux) à Nuremberg en Allemagne, dans le style art nouveau.

## Récompenses
- AIA Gold Medal : Jean-Louis Pascal.
- Royal Gold Medal : Jean-Louis Pascal.
- Prix de Rome : Jean-Jacques Haffner et Albert Ferran.

## Naissances
- 16 février : Geert Drexhage († 1982).
- 24 février : Ralph Erskine († 2005).
- 7 mars : Léonard Morandi († 29 juillet 2007).
- 8 septembre : Denys Lasdun († 2001).
- Ralph Rapson.

## Décès
- x